# Pui
Pui é uma comuna romena localizada no distrito de Hunedoara, na região histórica da Transilvânia. A comuna possui uma área de 228.79 km² e sua população era de 4475 habitantes segundo o censo de 2007.